# Carl Johan Masreliez
Carl Johan Masreliez (Estocolm 15 abril 1939), és un físic teòric, inventor i empresari. Va sortir de Suècia el 1967 per treballar com a enginyer de la investigació i ara és ciutadà americà que viu a prop de Seattle, Washington. En els 70 va ser un important contribuïdor al desenvolupament de la teoria de control com el teorema de Masreliez. A partir de 1995 porta lliurat amb menys èxit a la cosmologia física.